# Keith Chan
"Keith" Chan Sze Chun (Hongkong, 22 september 1977) is een Hongkongs autocoureur.

## Carrière
Chan begon zijn autosportcarrière in 2010 in de GT Asia Series en reed dat jaar ook in de Chinese Volkswagen Scirocco Cup. Tussen 2011 en 2012 reed hij enkel in de Macau GT Cup. Tussen 2013 en 2015 nam hij deel aan de Aziatische Lamborghini Super Trofeo, waarbij hij in zijn laatste seizoen kampioen werd.
In 2015 maakte Chan zijn debuut in de TCR International Series tijdens het laatste raceweekend op het Circuito da Guia voor het team Target Competition in een Seat Leon Cup Racer. Hij eindigde de races als achttiende en zevende, waardoor hij het kampioenschap als 29e afsloot met 6 punten.